# يوان لودون
اللواء ويليام يوان بوكانان لودون (بالإنجليزية: William Euan Buchanan Loudon)‏ (ولد في 12 مارس 1956) ضابط سابق في الجيش البريطاني الذي قاد الفرقة الثانية.

## المسيرة العسكرية
عين لودون في مرتفعات فوزيليرز الملكية في عام 1975 ثم عين قائدا للكتيبة الأولى لفوجه. في عام 1991 خدم في حرب الخليج الثانية كرئيس أركان اللواء المدرع السابع (الفئران الصحراوية). تم تعيينه ضابطا في أمر الإمبراطورية البريطانية لخدمة عمله في حرب الخليج الثانية. تم تعيينه قائد لواء المشاة 39 في عام 1999 ورئيس الأركان في المقر الرئيسي في أيرلندا الشمالية في عام 2001 والقائد العام للقيادة الثانية وحاكم قلعة ادنبره في عام 2004 قبل تقاعده في أوائل عام 2007.

## المسيرة التجارية
أصبح الرئيس التنفيذي والمنتج من لعرض ادنبره الملكي العسكري في عام 2007 ثم الرئيس التنفيذي لصندوق روابط سانت أندروز في عام 2011. في عام 2012 تم تعيينه رئيسا لروابط القديس أندروز المحدودة وفي العام التالي أصبح رئيسا لشركة توم موريس الدولية.

## الأوسمة
- قائد أمر الإمبراطورية البريطانية - 2004
- ثناء الملكة للخدمة القيمة - 2002